# Береснева, Елена Петровна
Береснева Елена Петровна (род. 4 июня 1962 года) — белорусская журналистка, политический и общественный деятель, главный редактор газеты «Гродненская правда», с 2012 года депутат Палаты представителей Национального собрания Республики Беларусь.

## Биография
Родилась 4 июня 1962 года в г. Бобруйске Могилевской области.
Образование высшее, окончила факультет журналистики Белорусского государственного университета им. В. И. Ленина.
Работала корреспондентом Ляховичской районной газеты «Будаўнік камунізму»; корреспондентом, ответственным секретарем редакции Барановичской объединенной газеты «Знамя коммунизма»; ответственным секретарем редакции Барановичской объединенной газеты «Наш край»; редактором отдела информационных программ студии телевидения, редактором творческой группы, исполняющим обязанности руководителя группы «Вечерний Гродно» Гродненского телерадиообъединения; обозревателем закрытого акционерного общества редакции газеты «Вечерний Гродно»; собственным корреспондентом газеты «Рэспубліка» по Гродненской области.
С 2006 года — главный редактор областного унитарного информационно-рекламного предприятия "Рэдакцыя газеты «Гродзенская праўда».
С 18 октября 2012 года Елена Береснева — депутат Палаты представителей Национального собрания Республики Беларусь пятого созыва от Гродненского-Занеманского избирательного округа № 49, член Постоянной комиссии по государственному строительству, местному самоуправлению и регламенту.

## Общественная и политическая деятельность
- Председатель Гродненской областной журналистской организации общественного объединения «Белорусский союз журналистов».
- Депутат Гродненского областного Совета депутатов двадцать пятого и двадцать шестого созывов.
- Член Постоянной комиссии по государственному строительству, местному самоуправлению и регламенту Палаты представителей Национального собрания Республики Беларусь пятого созыва

## Награды
- Почетная грамота Национального собрания Республики Беларусь (2012)[1]
- нагрудный знак «Выдатнік друку Беларусі»
- медаль Святой Преподобной Евфросинии Полоцкой

## Личная жизнь
Елена Береснева замужем, имеет дочь.